# حضنة النحل
في مجال تربية النحل، يشير مصطلح حضنة النحل أو الحضنة إلى البيض واليرقات والعذارى لدى نحل العسل. تتطور حضنة نحل العسل الغربي داخل خلية نحل. في خلايا الإطار القابلة للإزالة التي يصنعها الإنسان، مثل خلايا لانغستروث، يُطلق على كل إطار مشغول بشكل أساسي بالحضنة اسم إطار الحضنة أو قرص الحضنة. تحتوي إطارات/أقراص الحضنة عادةً على بعض حبوب اللقاح والرحيق أو العسل في الزوايا العلوية للإطار. قد تكون بقية خلايا إطار الحضنة فارغة أو مشغولة بالحضنة في مراحل نمو مختلفة. خلال موسم تربية الحضنة، قد تعيد النحلات استخدام الخلايا التي خرجت منها الحضنة للحصول على حضنة إضافية أو تحويلها إلى عسل أو تخزين حبوب اللقاح. يُظهر النحل مرونة ملحوظة في تكييف الخلايا لاستخدامها بشكل أفضل لبقاء الخلية.

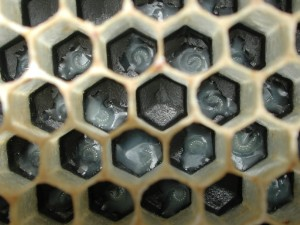
تتغذى يرقات النحل حديث الفقس على غذاء ملكات النحل لمدة ثلاثة أيام. ولا يتم تغذية اليرقات المختارة لتصبح ملكات النحل على غذاء ملكات النحل لأكثر من ثلاثة أيام.

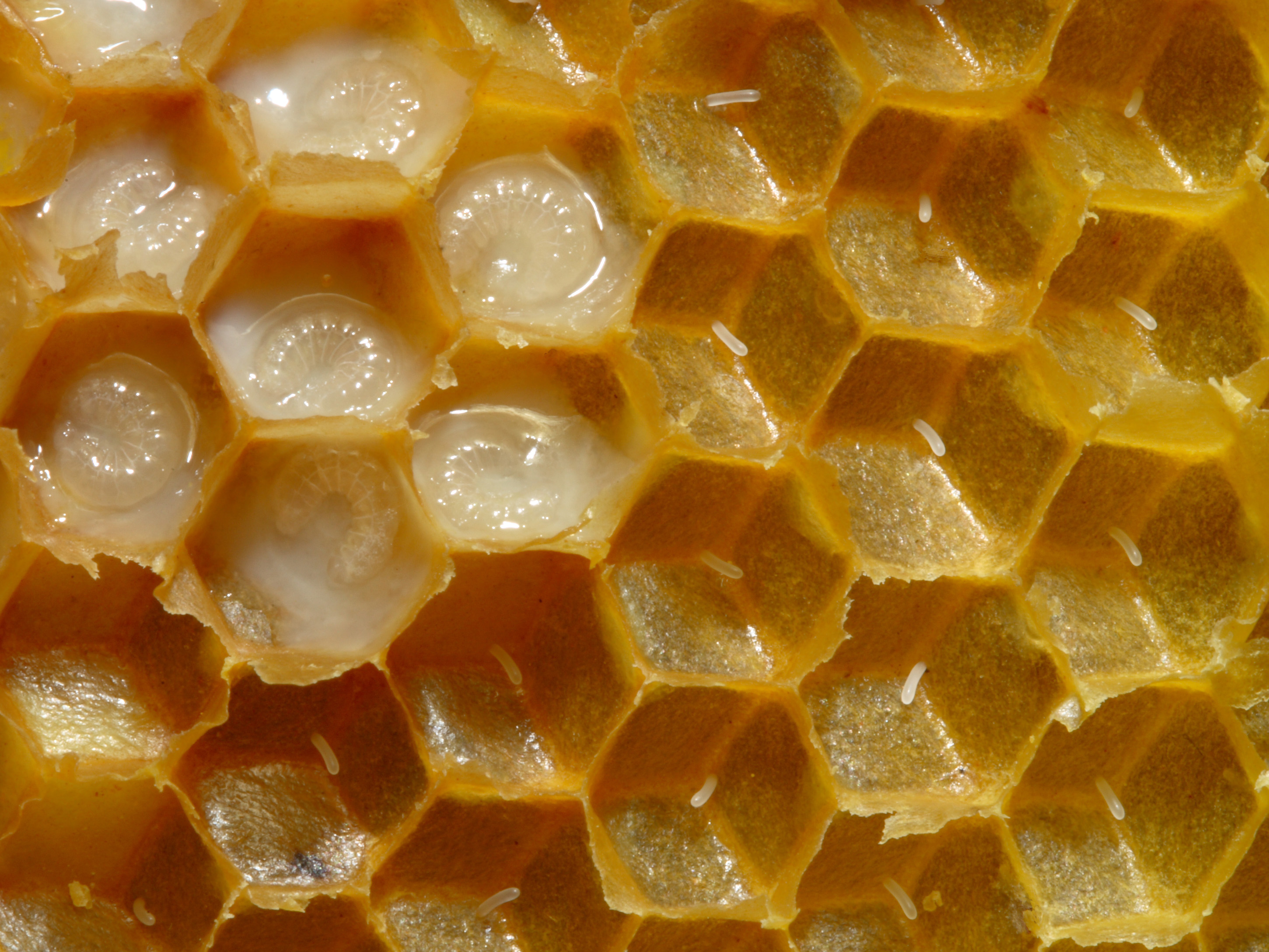
البيض واليرقات (جدران الخلايا الحضنة مقطوعة جزئيًا)

## الحضنة كغذاء
يقوم النحالون في العديد من البلدان بحصاد حضنات النحل. وعلى وجه الخصوص، تحتوي العذارى على أعلى نسبة من البروتين مقارنة بالبيض واليرقات، كما تحتوي على نسبة بروتين تعادل تلك الموجودة في لحوم البقر أو الدواجن. الحضنة غنية بالكربوهيدرات والمعادن الغذائية وفيتامينات ب وفيتامين ج وفيتامين د والدهون المشبعة والأحماض الدهنية الأحادية غير المشبعة والأحماض الدهنية المتعددة غير المشبعة.